# English Electric Thunderbird
English Electric Thunderbird var en brittisk luftvärnsrobot som utvecklades för att skydda brittiska trupper mot luftanfall. Det var Storbritanniens första mobila luftvärnsrobotsystem och det ersatte de tunga luftvärnskanoner som tidigare använts för detta ändamål. Det var också det första mobila luftvärnsrobotsystem som hade räckvidd att skydda en hel armékår, något som gjorde att brittiska Rhenarmén som första större arméförband fick heltäckande luftförsvar på hög och medelhög höjd. Thunderbird ersattes av Rapier på 1970-talet.

## Utveckling

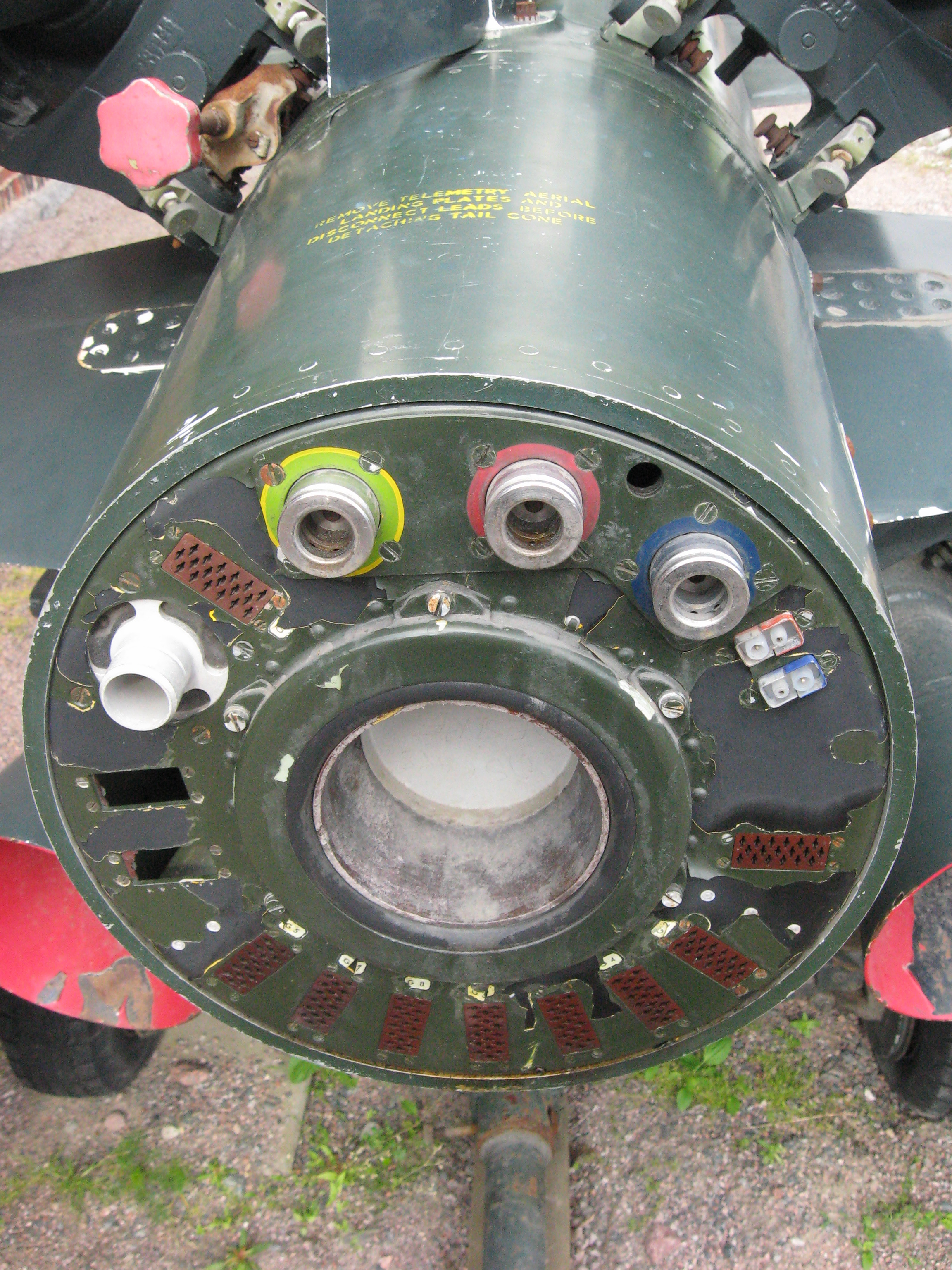
Detaljbild av stjärten på roboten. I mitten sitter dysan till banmotorn och runt den kontaktdon för strömförsörjning, avfyring, m.m.

Thunderbird började 1949 som ett projekt att ersätta QF 3,7 tums luftvärnskanon som huvudsakligt luftvärn för brittiska trupper. Samtidigt som English Electric arbetade med att utveckla robotsystemet arbetade försörjningsministeriet (Ministry of Supply) ut en etapplan för luftförsvar där radarövervakning, luftvärnsrobotar och jaktflyg ingick. Både English Electric Thunderbird och Bristol Bloodhound uppfyllde kraven för etapp 1. Bloodhound var inte mobilt, men hade bättre räckvidd. Det beslutades därför att Bloodhound (kodnamn ”Red Duster”) skulle användas av Royal Air Force för att skydda flygbaserna i Storbritannien (framför att V-bombarnas baser) medan Thunderbird (kodnamn ”Red Shoes”) skulle användas av British Army för att skydda trupperna i fält. För att minska på kostnaderna så beslutades att båda systemen skulle använda samma Ferranti-radar (kodnamn ”Yellow River”).
Thunderbird och Bloodhound utvecklades parallellt, och i vis mån även i konkurrens med varandra. Till en början såg det ut som att Thunderbird skulle bli klar först, men armén ville inte acceptera en raketmotor med flytande bränsle (fotogen och väteperoxid), så man blev tvungen att utveckla en banmotor med fast bränsle. (Startmotorerna, Bristol Gosling, som användes på både Thunderbird och Bloodhound hade redan fast bränsle.) Bloodhound som hade en ramjet-motor som banmotor behövde inget reaktivt oxidationsmedel och slapp därmed det problemet. Den kom därmed att tas i tjänst 1958, ett år före Thunderbird. Fastbränsleraketerna visade sig även vara mer tillförlitliga vid provskjutningarna vid Woomera i Australien 1956.
Etapp 2 visade sig vara för ambitiös för dåtidens teknologi, vilket gjorde att man i stället för att utveckla nyare robotar med längre räckvidd och högre fart i stället koncentrerade sig på att utveckla befintliga robotar med lägre minimihöjd och mindre känslighet för radarstörning. Den utvecklade roboten som fick namnet Thunderbird Mk.2 hade en längre noskon, något ändrad vingprofil och större fenor på startraketerna. Dessa fenor hade dessutom en liten vinkelrät fena längst ut som hjälpte till att separera startraketerna från roboten.

## Konstruktion
Thunderbird har en spolformad flygkropp med fyra avklippta delatvingar strax bakom mitten och fyra styrfenor bakom dessa. Mellan vingarna sitter fyra stycken startraketer symmetriskt monterade runt kroppen. Startraketerna separeras från roboten efter startfasen. Flygkroppen består av fyra sektioner; noskonen med målsökaren, stridsladdningen med zonrören, banmotorn som utgjorde den största delen av roboten, samt styrdelen med roder och servon. För att göra robotsystemet mobilt avfyras roboten från en lavett med hjul. Lavetten är en ombyggd lavett från Bofors 40 mm automatkanon.

## Liknande vapen
- Bristol Bloodhound
- Sea Slug
- MIM-23 HAWK
- 2K11 Krug

## Användare
- Storbritannien – 36:e och 37:e tunga luftförsvarsregementet
- Saudiarabien – 37 stycken begagnade Thunderbird Mk.1 inköpta från Storbritannien efter uppgraderingen till Mk.2
- Finland – Ett antal övningsrobotar inköpta för utvärdering i slutet av 1960-talet.

## Bevarade robotar
- Midland Air Museum, Warwickshire, England
- The Royal Artillery Museum, Woolwich, England
- Combined Services Military Museum, Maldon, England
- National Museum of Flight, East Fortune, Skottland
- Museo Militaria, Tavastehus, Finland
- Ilmatorjuntamuseo, Tusby, Finland